# Gabriel Magalhães
Gabriel dos Santos Magalhães (født 19. december 1997), ofte kendt som bare Gabriel, er en brasiliansk professionel fodboldspiller, som spiller som for Premier League-klubben Arsenal og Brasiliens landshold.

## Klubkarriere

### Avaí
Gabriel begyndte sin karriere hos Avaí hvor han fik sin professionelle debut i 2016. Han var i 2017 del af, at klubben vandt oprykning til Série A.

### Lille
Gabriel skiftede i januar 2017 til Lille OSC. I sin første sæson med klubben spillede han hovedsageligt på reserveholdet, og havde lejeaftaler til Troyes og kroatiske Dinamo Zagreb.
Gabriels gennembrud hos Lille kom i 2018-19 sæsonen, hvor han etablerede sig som fast mand på holdet.

### Arsenal
Gabriel skiftede i september 2020 til Arsenal.

## Landsholdskarriere

### Ungdomslandshold
Gabriel har repræsenteret Brasilien på flere ungdomsniveauer.

### Seniorlandshold
Gabriel debuterede for Brasiliens landshold den 9. september 2023.